# Samo ljubezen
'"Samo ljubezen" (em português: "Apenas Amor") foi a canção que representou a Eslovénia no Festival Eurovisão da Canção 2002 que se realizou em Tallinn, capital da Estónia, em 25 de maio desse ano.
A referida canção foi interpretada em esloveno pela banda de drag queens Sestre. Foi a vigésima-segunda canção a ser interpretada na noite do festival, a seguir à canção da Roménia "Tell Me Why". cantada pelo duo constituído por Monica Anghel & Marcel Pavel e antes da canção da Letónia "I Wanna, cantada por Marie N. Terminou a competição em 13.º lugar (empatada com as canções da Bélgica e da Bósnia e Herzegovina), tendo recebido um total de 33 pontos. No ano seguinte, a Eslovénia foi representada pela canção Nanana, interpretada por Karen.
O trio surgiu no Festival Eurovisão da Canção empregando trajes de hospedeira de bordo de um avião, com fatos/ternos vermelhos. A sua vitória na final eslovena foi fonte de controvérsia: o júri fez uma boa avaliação e houve problemas com o televoto que tinha escolhido a cantora Karen Stavec e foi anulado e a canção dos Sestre foi declarada vencedora. Surgiu ouitro movimento que defendia que se não fosse esta a canção vencedora, a Eslovénia não deveria ser admitida na União Europeia por causa das sua atitude discriminatória perante a homossexualidade.Foram acompanhados por três coristas, vestidos de comissário de bordo, com fatos/ternos brancos. Esses coristas eram Mate Brodar, Jadranka Juras e Anže Langus.

## Autores
- Letrista: Barbara Pešut
- Compositor: Robert Pešut

## Letra
A canção é uptempo, com a banda dizendo que a única coisa que pode oferecer é amor.Eles pedem para verem como os seus olhos transmitem esse sentimento.

## Outras versões
A banda lançou também versões em inglês e em alemão.
- "Only Love" (em inglês)
- "Wahre Liebe (em alemão)
- HouseMouse remix (em inglês) [4:39]